# يوجين أوبراين
يوجين أوبراين (بالإنجليزية: Eugene O'Brien)‏ هو معلم موسيقى وملحن أمريكي، ولد في 24 أبريل 1945 في باترسون في الولايات المتحدة.

## روابط خارجية
- يوجين أوبراين على موقع أول ميوزيك (الإنجليزية)